# Dysdera vivesi
Dysdera vivesi là một loài nhện trong họ Dysderidae.
Loài này thuộc chi Dysdera. Dysdera vivesi được miêu tả năm 1986 bởi Carles Ribera & Ferrández.